# Shaamar
Shaamar (mongoliska: Шаамар Сум, Шаамар) är ett distrikt i Mongoliet.   Det ligger i provinsen Selenga, i den nordöstra delen av landet, 250 km norr om huvudstaden Ulaanbaatar.